# Palencia (Guatemala)
Pour les articles homonymes, voir Palencia (homonymie).
Palencia est une ville du Guatemala dans le département de Guatemala.